# Explosionen von Pagern und Walkie-Talkies der Hisbollah
Die Explosionen von Pagern und Walkie-Talkies der Hisbollah am 17. und 18. September 2024 waren das Resultat eines Angriffs israelischer staatlicher Akteure auf mutmaßliche Mitglieder der Terrororganisation Hisbollah im Libanon, bei dem mehrere tausend Funkmeldeempfänger (Pager) und andere elektronische Geräte zur Explosion gebracht wurden. Dabei wurden nach libanesischen Angaben insgesamt mindestens 37 Menschen getötet und rund 3000 verletzt. Die Verantwortung für die Explosionen wurde von israelischer Seite eingeräumt, sie wird dem israelischen Geheimdienst Mossad zugeschrieben, der die Apparate im Vorfeld mit dem Sprengstoff Nitropenta präpariert haben soll.

## Erste Explosionswelle
Tausende von der Hisbollah genutzte Pager vom Typ Gold Apollo AR924 wurden kurz vor halb vier am Nachmittag des 17. September 2024 im Libanon und in einigen Orten Syriens gleichzeitig zur Detonation gebracht. Nach libanesischen Angaben wurden durch die Detonationen knapp 2800 Menschen verletzt (davon 200 schwer) und zwölf getötet, darunter zwei Kinder. Unter den Verletzten befand sich auch der iranische Botschafter im Libanon, Modschtaba Amani; unter den Toten Mehdi Ammar, Sohn von Ali Fadel Ammar, einem Hisbollah-Abgeordneten im libanesischen Parlament. Viele Opfer – vom Piepsen des Pagers dazu gebracht, eine Nachricht zu lesen – erlitten Verletzungen im Gesicht, an den Augen und den Händen, die teils zu Erblindung, teils zu Amputationen führten, sowie in der Bauchgegend. Der Ministerpräsident des Libanon Nadschib Miqati besuchte noch am 17. September 2024 die südlichen Vororte Beiruts, um dem Parlamentarier Ali Fadel Ammar sein Beileid auszusprechen.
Der libanesische Gesundheitsminister Firass Abiad gab bekannt, dass die Mehrzahl der Pager-Bomben in Beirut und den südlichen Vororten fernausgelöst worden seien, daher gab es in dieser Region mit 1850 Opfern die meisten Verletzten. Im Süden des Libanon wurden rund 750 Verletzte gemeldet, aus dem Bekaa-Tal weitere 150. Aus Syrien wurden 14 Verletzte in Damaskus und dessen Umland gemeldet.

## Zweite Explosionswelle
In einer zweiten Explosionswelle am 18. September 2024 detonierten in Beirut, Tyros und anderen Orten im Süden des Libanons erneut funkgesteuerte Geräte. Diesmal detonierten nicht nur Pager, sondern Walkie-Talkies (hauptsächlich das Modell IC-V82 des japanischen Herstellers Icom), aber auch Radios, Smartphones, Gegensprechanlagen, Autobatterien, biometrische Fingerabdrucklesegeräte und Solarstromanlagen für Privathaushalte.
Das libanesische Gesundheitsministerium teilte am Abend mit, dass bei der zweiten Explosionswelle in den Vororten Beiruts und im Bekaa-Tal 20 Menschen getötet und mehr als 450 verletzt wurden; laut Angaben des libanesischen Gesundheitsministers lag die Opferzahl beider Explosionswellen bei insgesamt mindestens 37 Toten und rund 3000 Verletzten.

## Hintergrund
Nach israelischen Anschlägen auf Kommandeure der Hisbollah seit Beginn des Kriegs in Israel und Gaza im Jahr 2023 erging innerhalb der Hisbollah der Befehl, auf Mobiltelefone, die geortet werden könnten, zu verzichten und stattdessen über Pager zu kommunizieren.

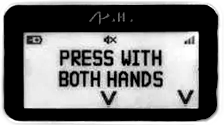
Die von Israel modifizierte Firmware des Pagers erforderte, dass beide Hände am Gerät benutzt werden, um verschlüsselte Nachrichten lesen zu können. Eine speziell codierte Nachricht diente als Auslöser für die Explosion. Diese spezifische Integration wurde so gestaltet, dass sichergestellt war, dass bei der Detonation beide Hände betroffen würden.

Die erste Explosionswelle ereignete sich wenige Stunden, nachdem Amos Hochstein, Sondergesandter von US-Präsident Joe Biden für den Nahen Osten, die Region verlassen hatte. Er hatte bei seinem fünften Besuch in Israel seit Beginn des Krieges im Gazastreifen Washingtons Warnungen vor einer Ausweitung des Krieges mit dem Libanon übermittelt. Nach Angaben des israelischen Fernsehens N12 warnte Hochstein die führenden israelischen Politiker vor den gefährlichen Folgen eines regionalen Krieges. Israels Ministerpräsident Benjamin Netanjahu teilte dem Sondergesandten Hochstein mit, dass Israel einen „radikalen Wandel“ an der israelisch-libanesischen Grenze fordere. Laut New York Times wurden die Explosionen von Israels Geheimdienst Mossad geplant und ausgeführt; eine libanesische Quelle gab Reuters zufolge an, die Pager seien bereits mit dem Sprengstoff produziert worden. Es sollen insgesamt 5000 Geräte manipuliert worden sein. Der taiwanische Pager-Hersteller Gold Apollo erklärte, die explodierten Funkempfänger seien in Ungarn von einer Firma produziert worden, die zur Nutzung des Markennamens berechtigt ist. Die ungarische Firma unterhält jedoch keine eigene Produktionsstätte und zumindest teilweise sind die Angaben zu Mitarbeitenden der Firma erfunden. Viele Pager sollen aus einer Lieferung stammen, die die Hisbollah-Miliz erst wenige Tage zuvor erhalten hatte. Laut der Nachrichtenwebsite Axios waren die USA nicht vorab informiert; erst wenige Minuten vor der Anschlagserie soll Israels Verteidigungsminister Joaw Galant seinem US-Kollegen Lloyd Austin telefonisch eine Operation im Libanon angekündigt haben – ohne dies näher zu spezifizieren.

## Reaktionen
Am 18. September, noch vor der zweiten Explosionswelle, verurteilte UN-Generalsekretär António Guterres die Umwandlung ziviler Objekte zur Waffe: „Es ist sehr wichtig, dass es eine wirksame Kontrolle ziviler Objekte gibt, dass zivile Objekte nicht zu Waffen gemacht werden. Das sollte eine Regel sein, die Regierungen überall auf der Welt umsetzen können sollten. Der Zusammenhang zwischen dem, was im Libanon passiert, und dem, was in Gaza passiert ist, ist von Anfang an offensichtlich. Ich meine, die Hisbollah hat sehr deutlich gesagt, dass sie ihre Operationen wegen der Ereignisse in Gaza begonnen hat und dass sie aufhören werde, wenn es in Gaza einen Waffenstillstand gibt.“ Die UN-Sonderkoordinatorin für den Libanon, Jeanine Hennis-Plasschaert bezeichnete die Explosionen als „besonders besorgniserregende Eskalation“. Francesca Albanese, UN-Sonderberichterstatterin für die besetzten Gebiete Palästinas, und Volker Türk, UN-Hochkommissar für Menschenrechte, sehen in den Anschlägen eine Verletzung internationalen Rechts. Türk wies darauf hin, dass das humanitäre Völkerrecht den Einsatz von Sprengfallen in Form scheinbar harmloser, tragbarer Gegenstände verbietet, und forderte „eine unabhängige, gründliche und transparente Untersuchung“.
Israel übernahm keine Verantwortung; das Büro von Premierminister Netanjahu soll alle Minister angewiesen haben, zu schweigen. Am 18. September rief Israels Verteidigungsminister Joaw Galant eine „neue Phase“ des Krieges aus; Fokus sei nun die Front im Norden. Galant hatte zwei Tage zuvor bei seinem Treffen mit Amos Hochstein gesagt, dass die Sicherheitslage im Norden Israels „grundlegend geändert“ werden müsse. Zu Israels Kriegszielen gehöre nun – neben der Befreiung der Geiseln aus dem Gazastreifen und der Zerstörung der Hamas – die Rückkehr evakuierter Bürger in ihre Wohnorte. Dies sei nur mit einer Militäroperation an der Grenze möglich. Am 19. September 2024 räumte Israels Regierung indirekt eine Beteiligung an den Detonationen ein: Galant verkündete auf einem Luftwaffenstützpunkt in Nordisrael den Beginn einer „neuen Phase“ des Krieges und lobte die „ausgezeichnete Arbeit“ der Armee, des Inlandsgeheimdienstes Schin Bet und des Auslandsgeheimdienstes Mossad.
Am 19. September kündigte Hisbollah-Chef Hassan Nasrallah Vergeltung gegenüber Israel an. Irans Außenminister Abbas Araghtschi beschuldigte das Land, einen „Terrorakt“ verübt zu haben. Die USA erhöhten ihre Alarmbereitschaft. Am 20. September 2024 beschoss die Hisbollah den Norden Israels mit einer dreistelligen Anzahl von Raketen. Israel tötete bei einem Luftangriff in einem Vorort von Beirut den militärischen Kommandeur der Hisbollah Ibrahim Aqil und zehn weitere Personen bei einer Besprechung.
Gerhard Schindler, Ex-Präsident des Bundesnachrichtendienstes, bewertet bei vermuteter israelischer Urheberschaft die koordinierten Explosionen als „eine äußerst professionelle und herausragende geheimdienstliche Operation [...], die in die Geschichte der außergewöhnlichen nachrichtendienstlichen Aktionen eingehen wird“. Irlands Außenminister Micheál Martin verurteilte den Angriff, denn er zeige „mutwillige Missachtung“ des Lebens von Zivilisten und verstoße gegen die Genfer Konvention gegen wahllose Angriffe. Die stellvertretende Premierministerin Belgiens Petra De Sutter verurteilte ihn ebenfalls.
Die Fluglinien der Lufthansa-Gruppe und der Air France-KLM Holding haben die Flüge nach Tel Aviv bzw. Beirut und Teheran aufgrund der durch die aktuellen Ereignisse angespannten Sicherheitslage vorerst ausgesetzt.
Libanons Außenminister Bou Habib beschuldigte Israel im Zusammenhang mit den Explosionen des Terrorismus. Zu einer ähnlichen Einschätzung kam der ehemalige Chef der CIA, Leon Panetta.